# Kanton Marquion
Kanton Marquion (francouzsky Canton de Marquion) byl francouzský kanton v departementu Pas-de-Calais v regionu Nord-Pas-de-Calais. Tvořilo ho 17 obcí. Zrušen byl po reformě kantonů 2014.

## Obce kantonu
- Baralle
- Bourlon
- Buissy
- Écourt-Saint-Quentin
- Épinoy
- Graincourt-lès-Havrincourt
- Inchy-en-Artois
- Lagnicourt-Marcel
- Marquion
- Oisy-le-Verger
- Palluel
- Pronville
- Quéant
- Rumaucourt
- Sains-lès-Marquion
- Sauchy-Cauchy
- Sauchy-Lestrée